# Crossostylis harveyi
Crossostylis harveyi là một loài thực vật có hoa trong họ Rhizophoraceae. Loài này được Benth. mô tả khoa học đầu tiên năm 1859.